# Comala (municipalité)
Colama est une municipalité de l'État mexicain de Colima. Son siège municipal se situe à Comala. La municipalité couvre une superficie de 254 km2. En 2005, elle avait une population de 19 495 habitants.

## Annexe